# Holoteleia armigera
Holoteleia armigera är en stekelart som beskrevs av Lubomir Masner 1994. Holoteleia armigera ingår i släktet Holoteleia och familjen Scelionidae. Inga underarter finns listade i Catalogue of Life.